# Stad Zonder Drugs
Stad Zonder Drugs (Russisch: Город без наркотиков; Gorod bez narkotikov) is een drugsbestrijdingsorganisatie (fonds) in de Russische stad Jekaterinenburg. Het is een semilegale organisatie, die een eigen ontwenningskliniek heeft, waar verslaafden door middel van marteling en spartaanse omstandigheden worden behandeld. De organisatie geniet het vertrouwen van veel inwoners van de stad.

## Oprichting en drugssituatie in jaren 90
Stad Zonder Drugs werd opgezet in 1999 door de leider van de beruchte Russische maffiagroep Oeralmasj Aleksandr Chabarov (die in 2005 onder verdachte omstandigheden overleed in een politiecel), de politici Andrej Kabanov (in 2007 lid van de stadsdoema van Jekaterinenburg en een voormalig drugsverslaafde) en Jevgeni Roizman (controversieel politicus met banden met de Oeralmasj en lid van de Staatsdoema in 2007) en Igor Varov (een berucht lid van de Oeralmasj) in reactie op het enorme drugsprobleem in de stad.
De instroom van met name duizenden Tadzjieken, die via de treinen uit Centraal-Azië naar de stad kwamen, had gezorgd voor een grote toename in de invoer van heroïne in de stad. De heroïne werd veelal geleverd aan jongerensubculturen, waarvan de leden naar een uitweg zochten uit de negatieve spiraal waarin het land was beland in de jaren 90. De invoer van goedkope heroïne zorgde voor duizenden verslaafden die zich ophielden in portieken en andere publieke plaatsen. In sommige delen van de stad was de helft van de jeugd verslaafd aan drugs en ambulances waren dagelijks bezig met het ophalen van lijken uit de portieken, binnenplaatsen, parken en van de straten van de stad. De drugshandel concentreerde zich in het district Leninski in het zuidwesten van de stad en was in handen van vooral zigeuners uit de Krim en de veelal illegaal verblijvende Tadzjieken (van de naar schatting 150.000 Tadzjieken in de oblast Sverdlovsk staan slechts ongeveer 500 geregistreerd).

## Activiteiten
Stad Zonder Drugs werd opgericht uit onvrede over de overlast en de politiebescherming die de drugsdealers zouden krijgen, waardoor ze niet konden worden opgepakt. De organisatie kenmerkt zich door een genadeloze aanpak van het probleem, waarbij geweld niet wordt geschuwd. Drugsverslaafden worden geïntimideerd, in elkaar geslagen en hun woonplaatsen soms in brand gestoken. Hierbij wordt gebruikgemaakt van leden van de Oeralmasj die het vuile werk opknappen. De organisatie houdt een database bij met gevallen van drugsoverlast per buurt, waarvoor onder andere gebruik wordt gemaakt van anonieme telefoontjes van lokale bewoners.
Een andere methode is het laten medewerken van drugsverslaafden aan het opsporen van de grote drugsbazen: Bij meerdere keren te zijn betrapt door de organisatie, kan deze medewerking verlenen om gerechtsvervolging te ontlopen. Hij of zij krijgt dan onzichtbaar gemarkeerde bankbiljetten, waarmee hij de drugsdealer betaalt voor een nieuw shot, zodat deze vervolgens in de armen loopt van de organisatie. Vervolgens wordt aan deze dealer hetzelfde voorstel gedaan om degene boven hem te pakken te krijgen. Dergelijke operaties worden gedaan in samenwerking met misdaadonderzoekers van de MVD en de FSB, al wordt hen soms verboden om mee te werken door hun meerderen. Een reden die hiervoor genoemd wordt is dat hooggeplaatste functionarissen soms zelf actief zijn in de drugshandel. Verschillende malen zijn reeds topambtenaren gearresteerd, soms door toedoen van Stad Zonder Drugs.
Ook strijdt de organisatie tegen bescherming van drugsbaronnen door hooggeplaatsten. Een lokale Roma-drugsbaron (van de Roma staan de meeste drugsgevallen geregistreerd in de database) genaamd Nikolaj Resjetnikov uit de Roma-wijk van Jekaterinenburg kreeg bijvoorbeeld bescherming van vice-premier en chef-staf van Tsjetsjenië Jan Sergoenin. Beiden werden in 2004 een aantal maanden na elkaar geliquideerd door de onderwereld. Na de dood van de drugsbaron verlieten al zijn medestanders de Roma-nederzetting van Jekaterinenburg en bleven slechts Moldavische Roma achter, waarop het aantal Roma dat werd opgepakt voor drugsoverlast drastisch daalde.
Ook is de groep soms actief in andere plaatsen in de oblast, zoals Reftinski, waar achttien drugsdealers in elkaar werden geslagen, en het nabijgelegen Sjirokaja Retsjka, waar alle Tadzjieken uiteindelijk in 2004 de plaats uit vluchtten.

## Ontwenningskliniek
Ook opende de groep een ontwenningskliniek aan de rand van de stad om drugsverslaafden van hun problemen af te helpen op brute wijze. Uit getuigenverklaringen is gebleken dat nieuwelingen met riemen worden geslagen en sigarettenpeuken worden uitgedrukt op hun huid, hetgeen overigens wordt erkend door de leiders van Stad Zonder Drugs. Ook is bij het stadsbestuur ten minste één geval van verkrachting bekend.
Vervolgens worden ze gedurende een aantal weken vastgebonden aan bedden, waar ze de hele dag moeten verblijven en in de eerste periode alleen water en brood krijgen. Vervolgens worden ze aan het werk gezet. Na één jaar gedwongen behandeling mogen ze weer de straat op. Volgens de groep gaat daarna 80% niet weer in de fout. Doen ze dit wel of proberen ze de regels te overtreden of ontsnappen ze, dan worden ze als ze weer aangehouden worden hiervoor gestraft met extra slaag.
De kliniek is gratis en vormt voor ouders van drugsverslaafde kinderen een alternatief voor de dure – vaak inefficiënte – gewone klinieken in de stad, waar vaak tot 15.000 dollar moet worden betaald voor een behandeling. Bij aanmelding moeten de ouders een document ondertekenen dat ze geen aanklachten zullen indienen tegen de behandelaars als hun kinderen lichamelijk letsel overhouden aan hun verblijf. Drugsverslaafden kunnen ook vrijwillig naar de kliniek, maar dit wordt slechts weinig gedaan.

## Politiek
De beide leidende politici staan bekend om hun harde opstelling tegen drugsgebruik en minderheidsgroeperingen waar veel handelaren vandaan komen. Jevgeni Roizman heeft in het verleden aangegeven voorstander te zijn van het verdrijven van de Roma uit de stad en ziet ook het liefst dat de Tadzjieken de stad en Rusland allemaal zo snel mogelijk verlaten. Hij heeft zelfs gedreigd met een pogrom tegen de minderheden in de stad, als ze de stad niet vrijwillig verlaten.
Roizman was in 2006 ook betrokken bij een wetsvoorstel voor het instellen van levenslange gevangenisstraf tegen sommige drugsverslaafden, waarbij hij werd gesteund door de Russische Federale Drugsbestrijdingsdienst.
De leiders van de organisatie zijn ook betrokken bij andere politieke activiteiten. Zo werd in 2005 in Jekaterinenburg een demonstratie gehouden tegen een evangelische kerkgemeenschap (New Life Church), waarbij een aantal demonstranten na klachten hierover van de kerkleiders werd opgepakt. Vervolgens werden deze politieagenten en de openbaar aanklager ontslagen en het oppakken van de demonstranten veroordeeld. De Russisch-orthodoxe Kerk, die de organisator van de demonstratie was, werd excuses aangeboden voor de gang van zaken.
Bij demonstraties wordt samengewerkt met de Orthodoxe Broederschap (Pravoslavnoje Bratstvo), een jeugdbeweging van de parochie van Jekaterinenburg, die vaak protestantse kerken neerzet als 'totalitaire sekten', hen van het martelen en doden van kinderen beschuldigt en kerkdiensten verstoort.

## Aanklachten
De opmerkingen over de minderheden van de stad kwamen leiders Kabanov, Sannikov en Roizman in 2004 op een aanklacht wegens aanzetten tot etnische haat te staan. De aanleiding vormde een bijeenkomst in mei van dat jaar, waarbij door hen gezegd werd dat alle Tadzjieken drugshandelaren en moedjahedien zijn, waarop Farouq Mirzojev van de Tadzjiekse culturele organisatie in de stad een aanklacht tegen hen indiende. Eerder waren al andere aanklachten tegen hen ingediend. Maar alle aanklachten eindigen steevast in vrijspraak.